# جون نيلسون (ضابط شرطة)
جون نيلسون (بالإنجليزية: John Nelson)‏ هو ضابط شرطة أمريكي، ولد في 14 مايو 1928 في آيوا في الولايات المتحدة، وتوفي في 28 فبراير 2003 في سان كليمينتي في الولايات المتحدة.